# 巴音锡勒镇
巴音锡勒镇，是中国内蒙古自治区乌兰察布市卓资县下辖的一个乡镇级行政单位。

## 行政区划
巴音锡勒镇共辖以下地区：
勇士村、永丰村、西房子村、共和村、巴音村、快乐村、东房子村、风雪湾村、召庙村、什字村、板凳沟村、十股地村、大海村。